# Parrot Records
Parrot Records — американський лейбл звукозапису, який діяв з 1952 по 1956 роки в Чикаго (Іллінойс). Випускав музику у жанрах блюз, джаз, ду-воп та госпел. Мав дочірній лейбл Blue Lake.

## Історія
Parrot Records почав випускати платівки з листопада 1952 року, втім офіційно був заснований у червні 1953 року чиказьким ді-джеєм Елом Бенсоном (1908—1978). Розташовувався у Чикаго, штат Іллінойс. О=
Усього на Parrot і дочірньому Blue Lake було зроблено понад 285 записів, 10 були орендовані. Було випущено близько 50 платівок Parrot. У 1955 році лейбл випустив 12" LP, Ahmad Jamal Plays. Два наступних LP, Пола Бескумба та Джонні Гріффіна були анонсовані, однак у підсумку не були випущені. На лейблі записувались такі артисти, як Віллі Мейбон, Альберт Кінг, Дж. Б. Ленор, Джон Брім, Сент-Луїс Джиммі Оден, Кертіс Джонс, Снукі Прайор, Коулмен Гокінс, Ахмад Джамал.
У березні 1956 року лейбл придбав Джон Генрі «Лоєр» Бертон (1916—1985). Лейбл закрився у жовтні 1956 року.